# Théorbe
Le théorbe ou téorbe (ou encore tüorbe) est un instrument à cordes pincées — une sorte de grand luth — créé en Italie à la fin du XVIe siècle.
Au XVIIe siècle, l'évolution du théorbe a suivi deux voies :
- le théorbe romain, encore appelé chitarrone ;
- le théorbe de Padoue.

Les joueurs de théorbe se nomment théorbistes.
Le théorbe était utilisé à la fois pour la basse continue et comme instrument soliste. Il servait aussi pour l'accompagnement du chant.
Au XVIIIe siècle, en France, on utilisait surtout le théorbe d'accompagnement, instrument très imposant. Les théorbes ont disparu au cours du XVIIIe siècle, avant de réapparaître au XXe siècle avec le renouveau de l'interprétation de la musique ancienne sur instruments d'époque.

## Description
Le théorbe comporte deux types de cordes.

### Petit jeu
Le petit jeu est le registre habituel du luth. Il se compose généralement de six cordes doubles (chœurs) ou simples, longues et fines, en boyau, qui s'attachent sur le premier chevillier et qui passent au-dessus de la touche, permettant de modifier la hauteur des sons avec les doigts de la main gauche. Une particularité de ce jeu est l'accord rentrant, c’est-à-dire que les cordes 1 et 2 sont plus graves que la corde 3 - voir ci-dessous l'accord usuel.

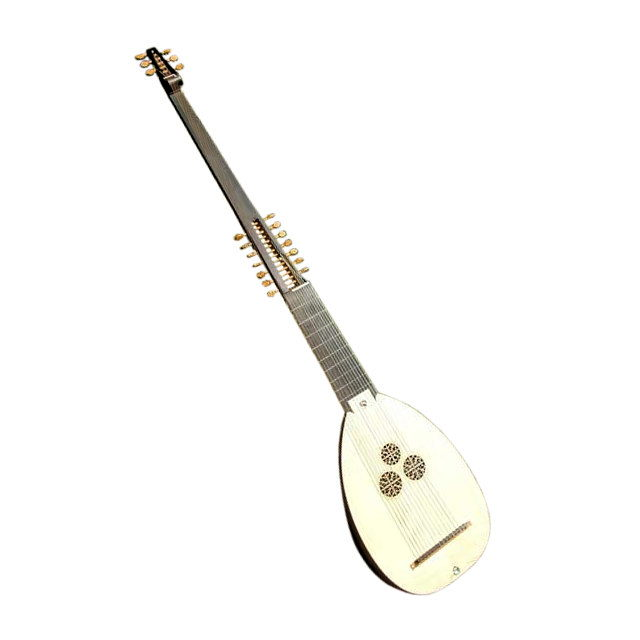
Théorbe (instrument moderne).

### Grand jeu
Le grand jeu est le registre le plus grave, il a généralement huit cordes simples en boyau. Elles sont placées sur le second chevillier, ne passent pas au-dessus de la touche et sont donc jouées à vide. Le timbre en est plus riche et leur vibration se prolonge longuement, ce qui permet de soutenir l'harmonie. Elles sont accordées diatoniquement et leur accord peut être modifié selon la tonalité employée.
Accord usuel de base du théorbe :

## Techniques de jeu
- Comme sur la guitare baroque, l'accord rentrant permet de jouer des notes conjointes sur plusieurs cordes (effet de campanella). Voir ci-dessous un exemple extrait du Canario du Libro quarto d'intavolatura di chitarone de Kapsberger.

## Organologie
Ceux qui ont écrit sur le théorbe :
- Praetorius, Syntagma musicum (~1615)
- Mersenne, L'harmonie universelle (1636)
- Filippo Bonanni, Gabinetto armonico (1722)

## Théorbistes et compositeurs pour le théorbe

### Compositeurs duXVIIesiècle
- Angelo Michele Bartolotti (1615-1682) ;
- François Campion, surtout connu pour ses compositions pour guitare, guitariste mais également théorbiste ;
- Bellerofonte Castaldi (1581-1649);
- Lelio Colista, (1629-1680) luthiste, théorbiste et compositeur italien dans l'entourage de Corelli à Rome ;
- Denis Delair, auteur de Traité d'acompagnement pour le Theorbe et le Clavessin[2];
- Nicolas Fleury, auteur de la Méthode pour apprendre facilement à toucher le théorbe sur la basse-continue (Paris, 1660)[2];
- Nicolas Hotman (Hautman), (1610-1663) théorbiste français né à Bruxelles, réputé à la Cour de France ;
- Johannes Hieronymus Kapsberger, luthiste et théorbiste italien, compositeur pour ces deux instruments ;
- Pietro Paolo Melii ;
- Giovanni Pittoni ;
- Alessandro Piccinini, luthiste, théorbiste et compositeur italien ;
- François Pinel, luthiste et théorbiste, musicien à la cour de Louis XIV.
- Robert de Visée, guitariste, luthiste et théorbiste, compositeur pour ces instruments.

« En 1698 : le 24 août, le Roi donne six cents livres à Vizé, célèbre joueur de téorbe. »

— Gabriel-Jules de Cosnac, Mémoires du marquis de Sourches, p. 57

### Compositeurs desXXeetXXIesiècles
- Jean-Marc Chouvel (Orbes, 2019)
- Jean-Pascal Chaigne[3]
- Pascale Jakubowski (1960-)[4]
- Francisco Luque[5]
- James Mc Millan[6]
- Florentine Mulsant (1962-)
- Benjamin Oliver[6]
- Kent Olofsson[7]
- Franck Yeznikian[8]

## Utilisation du théorbe dans la musique populaire et contemporaine
- Le théorbe est utilisé dans divers projets liés à la chanson et au jazz (avec Rosemary Standley, Michel Godard, David Chevallier), joué par exemple par le théorbiste Bruno Helstroffer.
- Bobby McFerrin, chanteur et vocaliste, invite parfois un théorbiste à se produire sur scène avec lui pour des improvisations en duo[9].
- Le contrebassiste Renaud Garcia-Fons a enregistré un CD avec la luthiste et théorbiste Claire Antonini[10].
- Le luthiste et théorbiste Peter Söderberg a créé et enregistré des pièces pour théorbe de compositeurs contemporains[11]. Il interprète une pièce de la compositrice Kali Malone sur l'album Velocity of Sleep[12].
- La luthiste et théorbiste Elizabeth Kenny a enregistré un CD de théorbe comprenant des pièces de compositeurs contemporains[13].